# بنزإيزوكسازول
بنزإيزوكسازول هو مركب عضوي حلقي غير متجانس له الصيغة الكيميائية C7H5NO، ويكون على شكل سائل عديم اللون.
يتألف المركب بنيوياً من حلقتين مندمجتين من البنزين وإيزوكسازول.

## الوفرة الطبيعية والتحضير
يوجد بنزوكسازول بنسبة ضئيلة في القطفات الثقيلة من النفط مثل البتيومين وزيت القطران.
يمكن تحضير بنزإيزوكسازول مخبرياً من ساليسيل ألدهيد بحضور حفاز في وسط قاعدي عند درجة حرارة الغرفة باستخدام حمض هيدروكسيلامين-O-السلفونيك.

## الخواص
يوجد المركب في الشروط القياسية على شكل سائل عديم اللون. للمركب خواص قاعدية ضعيفة، كما أنه يمتاز عطرية، مما يفسر الثباتية والاستقرار.

## الاستخدامات
لا توجد استخدامات عملية للمركب، إلا أن جزيء بنزإيزوكسازول يدخل كوحدة بنائية في تركيب عدد من العقاقير الدوائية مثل ريسبيريدون وباليبيريدون وزونيساميد.

## اقرأ أيضاً
- إيزوكسازول